# Pöppelsheim
Pöppelsheim ist die Bezeichnung eines Stadtteils und gehört zum statistischen Bezirk 12 (Oeneking / Stüttinghausen) der Kreisstadt Lüdenscheid im westlichen Sauerland, Nordrhein-Westfalen. Der Ortsteil und der statistische Bezirk liegen im Südwesten des zusammenhängend bebauten Stadtgebietes. Historischer Kern ist eine kleine Ansiedlung an der Elspe, einem rechten Nebengewässer der Volme. Die neuere Siedlung zieht sich durch zwei nördliche Nebentäler und reicht bis annähernd auf den dem Lüdenscheider Stadtzentrum im Westen vorgelagerten Höhenzug.

## Geschichte
Der heutige Name des Ortsteils, in den ältesten verfügbaren Quellen Poppelse genannt, geht zurück entweder auf Poppils-hêm oder Poppils-hûsen, Ansiedlung der Sippe eines Poppil. Auch für den Fall, dass die im Sauerland sonst kaum vorkommende Endsilbe -heim ursprünglich ist, wird von einem altsächsischen Siedlungsnamen ausgegangen. Im Mittelalter entstand in Pöppelsheim eine mit Wasserkraft betriebene Kornmühle an der Elspe, deren Einkünfte den Landesherren, also den Grafen von der Mark, zustanden. Seit dem 15. Jahrhundert war sie an das Adelsgeschlecht derer von Neuhoff auf Schloss Neuenhof verpachtet. Für Lüdenscheid bestand über Jahrhunderte ein Mahlzwang, d. h. die Vorschrift, Getreide ausschließlich in der Pöppelsheimer Mühle zu mahlen. Die neuere Siedlung, auf welche der Ortsname übertragen wurde, entstand 1960–62 in der Gemeinde Lüdenscheid-Land, Amt Lüdenscheid. Charakteristisch war der große Anteil von Heimatvertriebenen aus den ehemaligen deutschen Ostgebieten unter den Siedlern. Gemeinsam mit dem größten Teil der Landgemeinde erfolgte 1969 die Eingemeindung in die Stadt Lüdenscheid.

## Siedlungs- und Infrastruktur
Der historische Kern Pöppelsheims befindet sich im Elspetal an der B 229. Erhalten ist lediglich das alte Mühlengebäude, heute durch eine Speisegaststätte genutzt. Das sogenannte Rote Haus, ein Pächtergebäude der Neuenhofer Gutsverwaltung, wurde in den 1980er Jahren abgerissen. Die neuere Siedlung besteht aus drei Straßen mit ursprünglich gleichförmigen Einfamilien- und Doppelhäusern. An der Abzweigung des Birkenweges von der Waldstraße befand sich in der Anfangszeit mit einer Gaststätte, einem Lebensmittelladen und einem oberhalb gelegenen Spielplatz ein Kleinzentrum. Die Einrichtungen wurden jedoch geschlossen. Am oberen Ende des Birkenweges liegt das Haus des Siedlervereins Pöppelsheim, benachbart von einem Festplatz. Hier veranstaltet der Verein alljährlich das Birkenfest, eines der traditionellen sogenannten „Picknicks“ in Lüdenscheid.

## Verkehrsanbindung

### Bahnverkehr
Der nächstliegende Bahnhof ist der nahe Bahnhof Lüdenscheid und alternativ im Lüdenscheider Stadtteil Brügge der Bahnhof Brügge (Westfalen). Der Bahnhof Lüdenscheid ist in 25 – 30 Gehminuten erreichbar, während man den Bahnhof Brügge (Westfalen) mit dem Auto oder per Bus in 15 – 20 Fahrminuten erreichen kann.

### Busverkehr
Die Anbindung des Stadtteils an den öffentlichen Personennahverkehr erfolgt vor allem durch die Buslinien 48, 55, 58 und 245 (Schulbuslinie) der Märkischen Verkehrsgesellschaft (MVG) und der Busverkehr Ruhr-Sieg (BRS).
Wichtige Bushaltestellen in dem Stadtteil sind: „Oeneking“, „Birkenweg“, „Pöppelsheim“, „Elspe“, „Abzw. Pöppelsheim“ und „Elsper Hammer“.

### Straßenverkehr
Die Anbindung an das Bundesautobahnnetz erfolgt über die Abfahrten Nr. 13 Lüdenscheid-Nord und Nr. 14 Lüdenscheid der Bundesautobahn 45. Diese führt Richtung Norden nach Hagen und Dortmund sowie in Richtung Süden nach Siegen, Wetzlar, Gießen und Frankfurt am Main. Eine weitere Anschlussstelle ist die Abfahrt Nr. 15 Lüdenscheid-Süd der  A 45. Auch die beiden Bundesstraßen B 54 und B 229 liegen unterhalb von Pöppelsheim und sind gut erreichbar. Einige Parkplätze innerhalb von Pöppelsheim sichern den Autofahrern Parkmöglichkeiten zu.